# 沼津市立第五中学校
沼津市立 第五中学校（ぬまづしりつ だいごちゅうがっこう）は、静岡県沼津市にある公立中学校。文化祭・体育祭の名称は「蓼原祭」と呼称する。

## 基本情報
- 所在地：静岡県沼津市五月町15-１
- 創立年：1947年
- 校長：横山尚博

## 教訓
やさしく
かしこく
たくましく
〜高い志を抱き　たくましくしなやかに生きる〜

## 著名な卒業生
- 岩崎恭子 - 競泳選手。在学中にバルセロナオリンピックで金メダル獲得
- 頼重秀一 - 沼津市長
- 三遊亭橘也 - 落語家

## 通学区域
沼津市立第五小学校の学区
- 泉町、庄栄町、山王台（一部）、三枚橋町、杉崎町、新宿町、三枚橋杉崎町、平町、三枚橋荒田、三枚橋竹ノ岬（一部）、三枚橋日ノ出町、日の出町、富士見町、三芳町、米山町、五月町、北高島町（一部）、大岡〔自由ヶ丘（一部）、高田（一部）、竹ノ岬（一部）、大岡団地（一部）、日吉（一部）、泉町（一部）、富士町（一部）〕、大手町一丁目5番

沼津市立開北小学校の学区
- 高島町、高沢町、高島本町、双葉町、本田町、寿町（一部）、北高島町（一部）、沼北町一丁目、沼北町二丁目、西沢田（一部）[1]

## 指定避難所
- 杉崎町（北）、コーポラス三枚橋、ファインスクエア沼津泉町、五月町

## 外部サイト
- 公式サイト
- 同窓会